# Метр в секунду
Метр в секунду (русское обозначение: м/с, международное: m/s) — единица измерения скорости в Международной системе единиц (СИ), а также в системах МТС и МКГСС. Объект, движущийся со скоростью 1 м/с, преодолевает за секунду один метр. Единица «метр в секунду» относится к классу производных единиц, наименования и обозначения которых образованы с использованием наименований и обозначений основных единиц соответствующей системы единиц.

## Пересчёт между единицами скорости
- 1 м/с равняется 3,6 км/ч
- 1 км/ч равняется 0,277777… м/с
- 1 фут в секунду равняется 0,3048 м/с

Скорость света в вакууме — фундаментальная физическая постоянная, по определению, точно равная 299 792 458 метрам в секунду.

## Кратные единицы
Километр в секунду (км/с, то есть кило-м/с) равен 1000 м/с или 3600 км/ч. Эта единица редко применяется в земных условиях, но используется в астрономии и космонавтике.

## Дольные единицы
Сантиметр в секунду (см/с, то есть санти-м/с) является единицей скорости в системе СГС и равен 10−2 м/с.
- 1 м/с = 100 см/с
- 1 км/ч = 27,7777… см/с

## Единицы с приставками
| Кратные                                                                                                | Кратные              | Кратные     | Кратные     | Дольные   | Дольные              | Дольные     | Дольные     |
| величина                                                                                               | название             | обозначение | обозначение | величина  | название             | обозначение | обозначение |
| --- | -------------------- | ----------- | ----------- | --------- | -------------------- | ----------- | ----------- |
| 101 м/с                                                                                                | декаметр в секунду   | дам/с       | dam/s       | 10−1 м/с  | дециметр в секунду   | дм/с        | dm/s        |
| 102 м/с                                                                                                | гектометр в секунду  | гм/с        | hm/s        | 10−2 м/с  | сантиметр в секунду  | см/с        | cm/s        |
| 103 м/с                                                                                                | километр в секунду   | км/с        | km/s        | 10−3 м/с  | миллиметр в секунду  | мм/с        | mm/s        |
| 106 м/с                                                                                                | мегаметр в секунду   | Мм/с        | Mm/s        | 10−6 м/с  | микрометр в секунду  | мкм/с       | µm/s        |
| 109 м/с                                                                                                | гигаметр в секунду   | Гм/с        | Gm/s        | 10−9 м/с  | нанометр в секунду   | нм/с        | nm/s        |
| 1012 м/с                                                                                               | тераметр в секунду   | Тм/с        | Tm/s        | 10−12 м/с | пикометр в секунду   | пм/с        | pm/s        |
| 1015 м/с                                                                                               | петаметр в секунду   | Пм/с        | Pm/s        | 10−15 м/с | фемтометр в секунду  | фм/с        | fm/s        |
| 1018 м/с                                                                                               | эксаметр в секунду   | Эм/с        | Em/s        | 10−18 м/с | аттометр в секунду   | ам/с        | am/s        |
| 1021 м/с                                                                                               | зеттаметр в секунду  | Зм/с        | Zm/s        | 10−21 м/с | зептометр в секунду  | зм/с        | zm/s        |
| 1024 м/с                                                                                               | йоттаметр в секунду  | Им/с        | Ym/s        | 10−24 м/с | иоктометр в секунду  | им/с        | ym/s        |
| 1027 м/с                                                                                               | роннаметр в секунду  | Рнм/с       | Rm/s        | 10−27 м/с | ронтометр в секунду  | рнм/с       | rm/s        |
| 1030 м/с                                                                                               | кветтаметр в секунду | Квм/с       | Qm/s        | 10−30 м/с | квектометр в секунду | квм/с       | qm/s        |
| рекомендовано к применению применять не рекомендуется не применяются или редко применяются на практике |                      |             |             |           |                      |             |             |

Значения больше 106 применять нецелесообразно, так как скорость света в вакууме — по современным представлениям предельная скорость движения частиц и распространения взаимодействий — приблизительно равна 3·108 м/с.